# Trovatori italiani
I trovatori italiani sono poeti e musicisti originari dell'Italia settentrionale che, tra il XII e il XIV secolo, composero opere in occitano, la lingua poetica della letteratura trobadorica. Questi trovatori furono attivi nelle corti dell’Italia settentrionale, della Provenza e di altre regioni europee, dove l’occitano era considerato la lingua d'elezione per la poesia lirica. La loro produzione rappresenta uno dei primi esempi di contaminazione culturale tra le tradizioni romanze italiane e occitane.

## Arrivo in Italia di trovatori provenzali
Con l'inizio della crociata contro gli albigesi nel 1209, condotta dalla Chiesa contro i seguaci del catarismo nel sud della Francia, numerosi trovatori provenzali furono costretti a lasciare le loro terre in cerca di rifugio. Molti di loro trovarono ospitalità nelle corti dell'Italia settentrionale, dove portarono con sé la tradizione poetica occitana, contribuendo a diffonderla al di là dei confini della Provenza. Le corti italiane di città come Milano, Verona e il Monferrato accolsero questi poeti, offrendo loro protezione e mecenatismo, spesso affascinate dal prestigio culturale della lirica trobadorica e dall'ideale dell'amor cortese.
Questa migrazione influenzò notevolmente la produzione poetica italiana, non solo diffondendo temi e forme della lirica occitana, ma anche stabilendo l'occitano come lingua letteraria nelle corti. La presenza dei trovatori provenzali, come Raimbaut de Vaqueiras e Peire Vidal, stimolò gli autori locali a comporre in lingua occitana e a sviluppare una poesia ispirata agli ideali cavallereschi, aprendo la strada a una fusione culturale che avrebbe influenzato profondamente la tradizione letteraria italiana

## Caratteristiche della poesia trobadorica in Italia
La poesia trobadorica in Italia mantenne molti tratti distintivi della lirica occitana, come i temi dell’amor cortese e la lode della dama, ma introdusse elementi stilistici e linguistici che riflettevano le specificità culturali locali. I trovatori italiani adottarono l'occitano come lingua poetica, ma questa lingua venne spesso influenzata dal volgare italiano, creando una forma di poesia “ibrida” (chiamata lingua franco-italiana, francese d'Italia franco-veneto) che mescolava lessico e strutture grammaticali proprie della cultura locale. Secondo Roberto Tagliani, questa contaminazione linguistica arricchiva le composizioni con riferimenti e sfumature più comprensibili al pubblico italiano, favorendo una maggiore vicinanza tra autore e lettore.
Dal punto di vista metrico, i trovatori italiani sperimentarono nuove forme, come l’uso dell’ottava rima, che divenne una caratteristica distintiva della poesia italiana successiva. Alfonso D'Agostino osserva che le influenze locali si manifestavano anche nei temi trattati, dove oltre all’amor cortese si facevano strada argomenti politici e sociali, più rilevanti per il pubblico delle corti settentrionali.
La reinterpretazione dei temi provenzali si manifestava anche in una maggiore critica sociale. Alfredo Stussi nota che, sebbene i trovatori italiani abbiano mantenuto gli ideali cavallereschi, introdussero un tono a volte ironico e critico verso le convenzioni amorose e sociali, riflettendo una crescente autonomia poetica.
Cesare Segre aggiunge che, mentre la rima e il ritmo restavano vicini al modello provenzale, i trovatori italiani adattarono queste caratteristiche in funzione di una lirica più narrativa, aprendo la strada a uno stile più sperimentale. caratteristiche fanno della poesia trobadorica italiana un fenomeno originale, che mantenne i fondamenti della lirica occitana ma li arricchì di elementi locali, gettando le basi per lo sviluppo della tradizione poetica volgare in Italia.

## Principali trovatori italiani
Tra i principali trovatori italiani si annoverano:
- Sordello da Goito: originario di Goito presso Mantova, è uno dei trovatori italiani più noti, famoso per le sue opere satiriche e morali. Sordello viaggiò tra le corti d’Italia e Francia e il suo lavoro influenzò poeti successivi come Dante Alighieri.
- Peire de la Caravana: Attivo nelle corti di Lombardia, Peire era noto per la sua abilità nei sirventes, componimenti polemici in cui criticava temi politici e morali

## Eredità e influenza
La poesia trobadorica in Italia gettò le basi per la successiva tradizione lirica italiana, influenzando profondamente autori come Giacomo Da Lentini, Dante Alighieri, Guido Cavalcanti e Francesco Petrarca. L'influenza dei trovatori italiani e provenzali è nella Scuola Siciliana e nel Dolce Stil Novo, quest'ultimo adottò e adattò i temi dell’amor cortese in un contesto linguistico e culturale italiano. La loro opera rimane uno dei primi esempi di letteratura volgare in Italia e testimonia il dialogo culturale tra le diverse aree romanze.